# Katedra Fortepianu Akademii Muzycznej w Krakowie

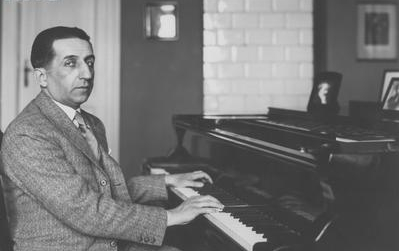
Zbigniew Drzewiecki

Katedra Fortepianu Akademii Muzycznej w Krakowie – jednostka organizacyjna należąca do struktur Wydziału Instrumentalnego Akademii Muzycznej im. Krzysztofa Pendereckiego w Krakowie. Działalność katedry oraz skupionych w niej wykładowców i studentów wyznacza kształt krakowskiej pianistyki. Jakkolwiek formalnie katedra została powołana do życia w 1957, gra na fortepianie była podstawowym przedmiotem wykładanym na uczelni od jej powstania w 1888; swoje klasy prowadzili tam wybitni instrumentaliści, a studenci i absolwenci odnosili znaczące sukcesy na arenie międzynarodowej.

## Historia
Pianistyka w Krakowie sięga historią dalej niż sama działalność Konserwatorium otwartego w 1888 roku. W 1876 w podkrakowskim Podgórzu urodził się Józef Kazimierz Hofmann, późniejszy wirtuoz, pedagog i wynalazca, przez współczesnych uważany za równego Siergiejowi Rachmaninowowi i Ferruccio Busoniemu. W sześć lat później, także w Podgórzu, urodził się Ignacy Friedman, także legendarny pianista, uczeń Hugona Riemanna w Lipsku i Teodora Leszetyckiego w Wiedniu. Friedman pytany o swoją edukację powtarzał, że swoją technikę zawdzięcza krakowskiej nauczycielce, Florze Grzywińskiej – o której nie zachowały się jednak żadne źródła.
W Krakowie mieszkała i dawała koncerty pianistka – księżna Marcelina Czartoryska, uczennica Fryderyka Chopina, późniejsza protektorka Konserwatorium; działał także od 1838 kompozytor i pianista Franciszek Mirecki, uczeń Jana Nepomucena Hummla w Wiedniu. U niego kształcił się Władysław Żeleński, założyciel Konserwatorium. Do Krakowa przyjeżdżali z koncertami wybitni wykonawcy z innych ośrodków: Ferenc Liszt, Johannes Brahms, Ignacy Jan Paderewski, Aleksander Michałowski, Henryk Melcer, Zygmunt Stojowski, Emil von Sauer czy Eugen d’Albert.

## Konserwatorium przed wojną
Wśród pierwszych profesorów fortepianu nowo powstałej uczelni znalazły się znaczące postacie pianistyki, absolwenci prestiżowych konserwatoriów europejskich – wiedeńskiego i petersburskiego:
- Seweryn Eisenberger (także uczeń Grzywińskiej i Leszetyckiego),
- Jerzy Drozdowski (uczeń Antona Brucknera i Aleksandra Michałowskiego, autor szeregu szkół na fortepian),
- Wiktor Łabuński (uczeń Felixa Blumenfelda),
- Jerzy Lalewicz (uczeń Rimskiego-Korsakowa),
- Bolesław Domaniewski (uczeń Antona Rubinsteina)
- Zbigniew Drzewiecki (po wojnie rektor uczelni)
- Egon Petri prowadzący przez rok klasę mistrzowską.

Klasy fortepianu prowadzili także kolejni dyrektorzy Konserwatorium: Władysław Żeleński, Wiktor Barabasz, Bolesław Wallek-Walewski.
Wśród pianistów wykształconych przez przedwojenną uczelnię znaleźli się Jan Hoffman, Adam Rieger i Władysława Markiewiczówna, późniejsi zasłużeni profesorowie.

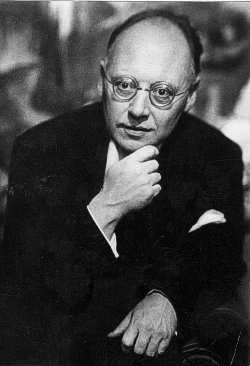
Egon Petri
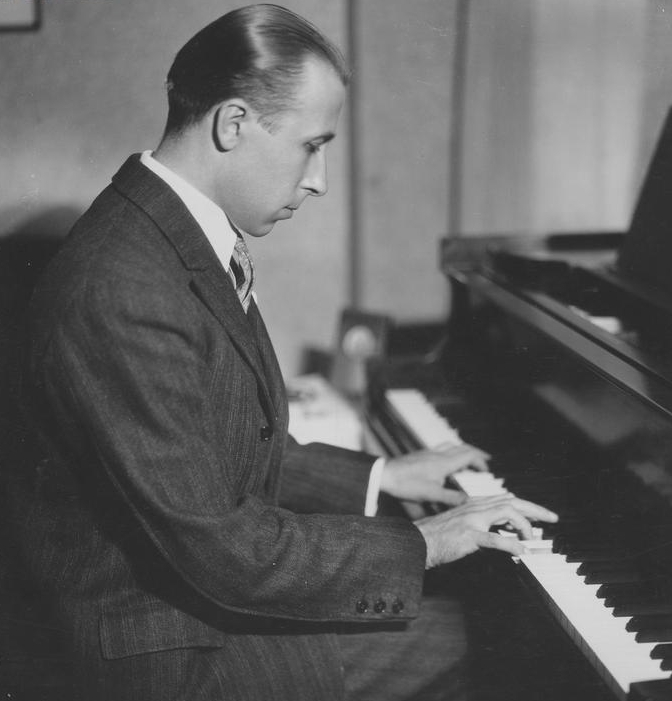
Wiktor Łabuński
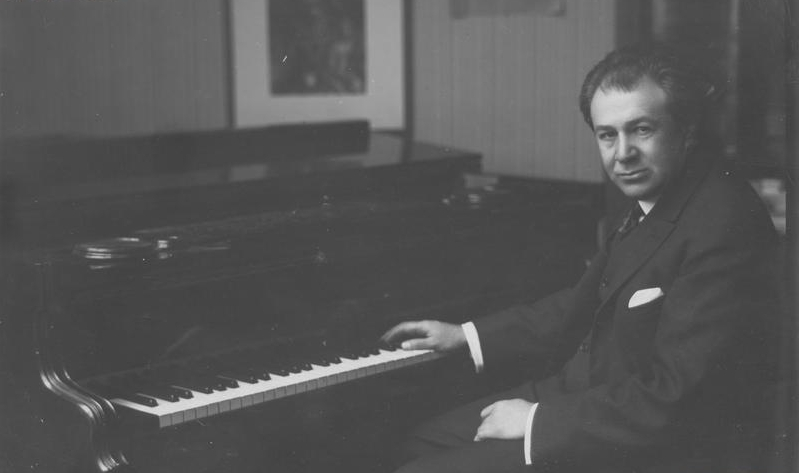
Seweryn Eisenberger
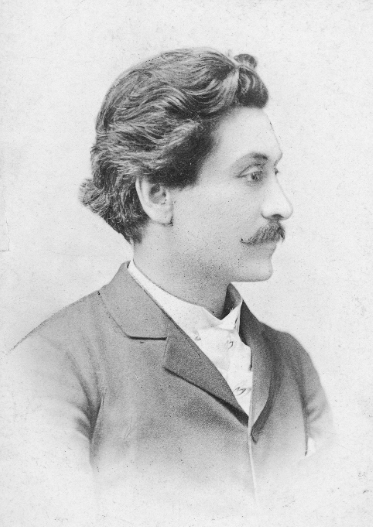
Wiktor Barabasz
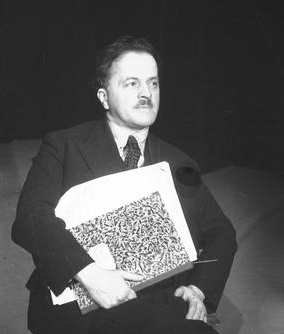
Bolesław Wallek-Walewski
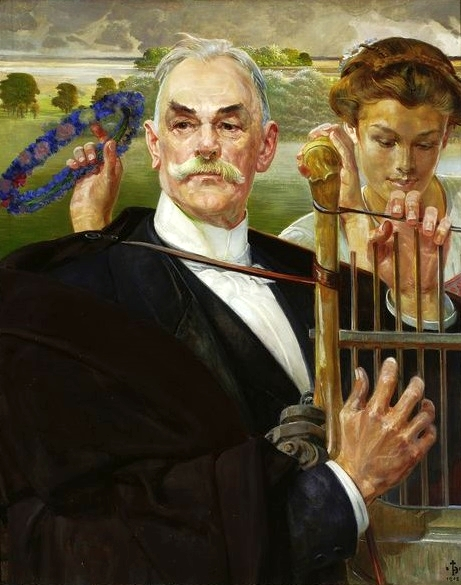
Władysław Żeleński

### 1945–1957

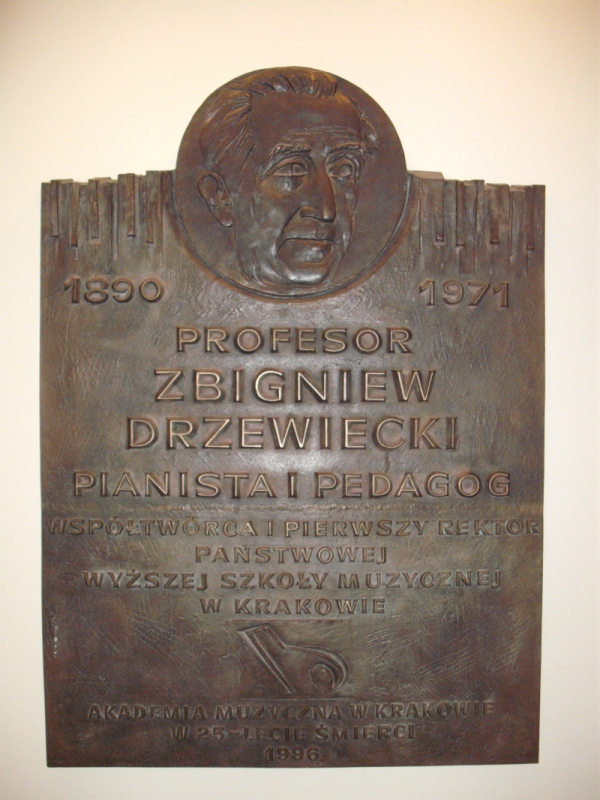
Tablica pamiątkowa prof. Zbigniewa Drzewieckiego w hallu gmachu Akademii Muzycznej przy ul. św. Tomasza

W nowo otwartej Państwowej Wyższej Szkole Muzycznej pierwszym rektorem został pianista Zbigniew Drzewiecki. Klasy fortepianu objęli m.in. Jan Hoffman, Adam Rieger, Karol Klein, Ludwik Stefański i Henryk Sztompka. W tym okresie nastąpił największy rozwój krakowskiej pianistyki: jako jedyna uczelnia w Polsce, krakowska Akademia posiada w gronie swoich absolwentów dwoje zwycięzców Międzynarodowego Konkursu Pianistycznego im. Fryderyka Chopina – Halinę Czerny-Stefańską (1949) i Adama Harasiewicza (1955). (Więcej zwycięzców wykształciło jedynie Konserwatorium Moskiewskie). W tym samym czasie laureatami warszawskiego konkursu zostali także Regina Smendzianka i Waldemar Maciszewski, wychowankowie krakowskiej uczelni.
W 1957 utworzone zostały dwie katedry fortepianu.

### Katedra Fortepianu i Kameralistyki, tzw. I Katedra Fortepianu
Kierownicy:
- prof. Jan Hoffman (1957–1981)
- prof. Irena Sijałowa-Vogel (1981–1987)
- doc. Janusz Dolny (1987–1990)

W 1990 katedra została przyłączona do II katedry pod kierownictwem prof. Ewy Bukojemskiej. Sekcja Kameralistyki usamodzielniła się w 1972 i przekształciła w osobną katedrę, którą objął prof. Józef Mikulski

### II Katedra Fortepianu
Kierownicy:
- prof. Henryk Sztompka (1957–1964)
- prof. Bolesław Woytowicz (1964–1969)
- 1969–1974 wakat
- prof. Ludwik Stefański (1974–1982)
- prof. Ewa Bukojemska (1982–2010)
- prof. Andrzej Pikul (2010–2020)
- prof. Mariola Cieniawa (2020–2022)
- prof. Marek Szlezer (od 2022)

### Pedagodzy
Oprócz kierowników katedr swoje klasy prowadziło także szereg wybitnych pianistów, m.in. prof. Tadeusz Żmudziński (od 1961 aż do śmierci w 1994), prof. Regina Smendzianka (1964–1968), późniejszy przewodniczący jury Konkursów Chopinowskich prof. Jan Ekier (1962–1969) oraz prof. Jerzy Łukowicz (aż do śmierci w 1997).
Obecnie pracownikami Katedry są: prof. dr hab. Mariola Cieniawa-Puchała, prof. dr hab. Andrzej Pikul, prof. dr hab. Janusz Skowron, prof. dr hab. Mirosław Herbowski, dr hab. Romana Podsadecka-Ostafil, prof. dr hab. Mariusz Sielski, dr hab. Marian Sobula, dr hab. Milena Kędra, dr hab. Piotr Machnik, prof. dr hab. Marek Szlezer, dr hab. Gajusz Kęska i dr hab. Piotr Różański.
W 2013 roku doktorat honoris causa uczelni otrzymał Paul Badura-Skoda.
Profesorami wizytującymi byli m.in. Paul Badura-Skoda, Dina Joffe, Katarzyna Popowa-Zydroń.

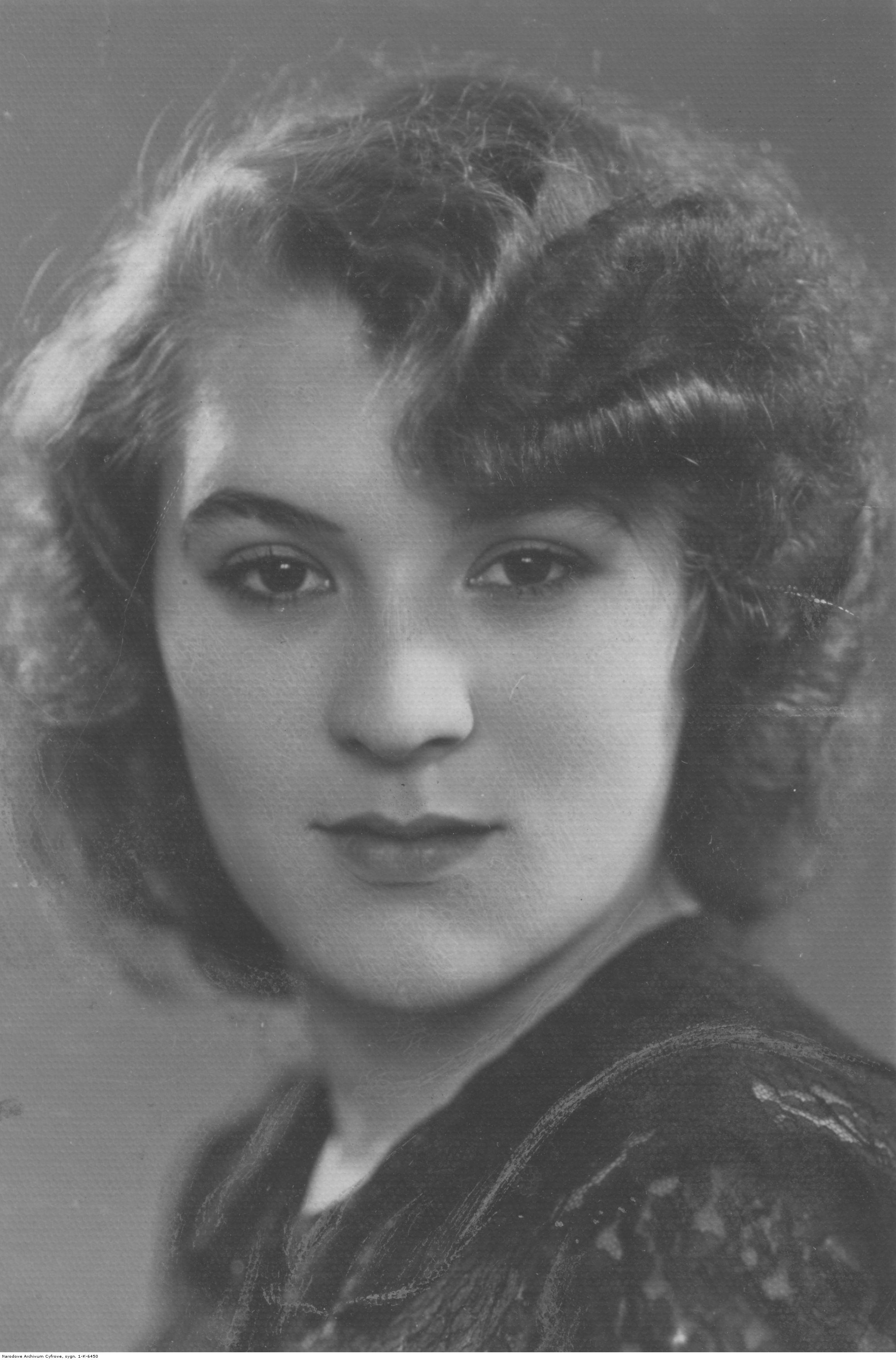
Halina Czerny-Stefańska
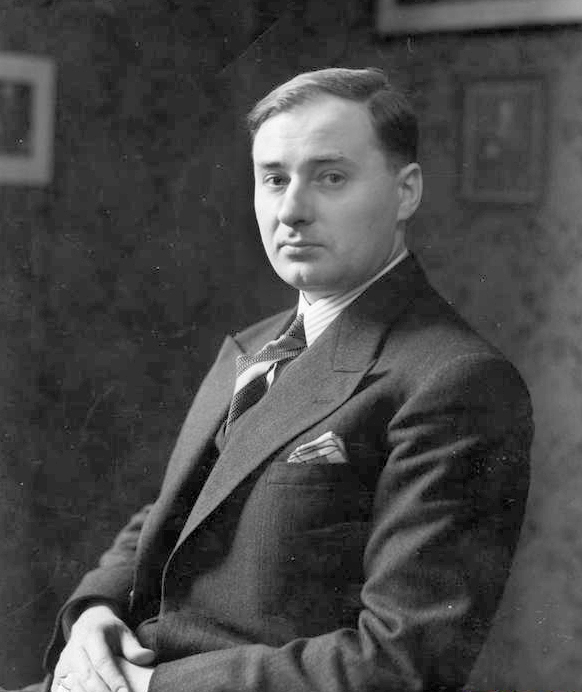
Bolesław Woytowicz
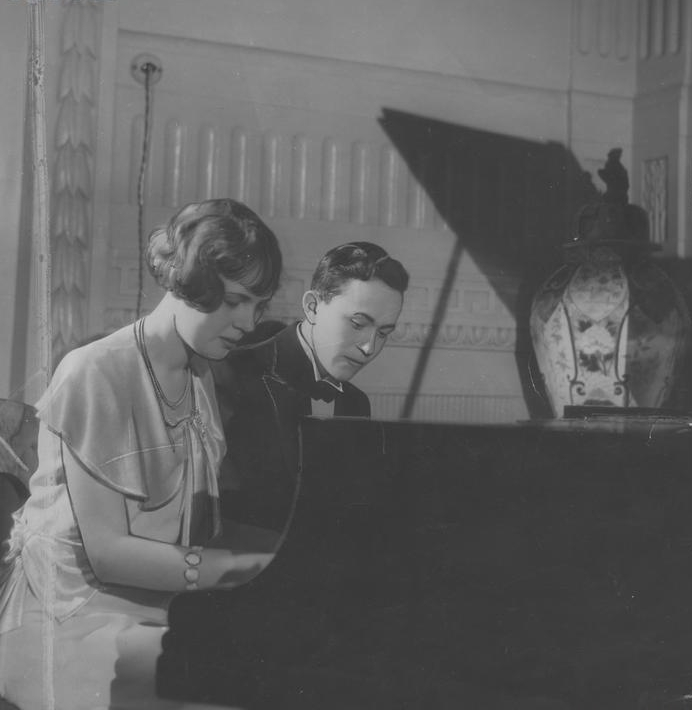
Jan Ekier z Haliną Ekier